# Венеція-Джулія
45°38′10″ пн. ш. 13°48′15″ сх. д. / 45.636111111111° пн. ш. 13.804166666667° сх. д.
Венеція-Джулія, Юлійська Кра́їна (хорв. Julijska krajina; словен. Julijska krajina; італ. Venezia Giulia; нім. Julisch Venetien; вен. Venesia Jułia; фріул. Vignesie Julie; лат. Carsia Julia) — найсхідніший край Італійського королівства у 1918-1945 роках. Складався з територій, відомих до Першої світової війни як Австрійське Примор'я. Нині це хорватська жупанія Істрія, Словенське Примор'я і дві італійські провінції — Гориція і Трієст.
Термін «Венеція-Джулія» ввів в обіг в 1863 році лінгвіст з Гориції Граціадіо Ісайя Асколі, який підрозділив регіон Венето на три частини — власне Венето з Фріулі, т. зв. тридентинське Венето (нині регіон Трентіно-Альто-Адідже) і Юлійське Венето. Природною межею Східної Італії він вважав Юлійські Альпи, посилаючись при цьому на східні кордони римської провінції Італія.
Після закінчення Рисорджименто в Італії стали набирати оберти іредентичні настрої, пов'язані з планами збільшення території Італії на сході за рахунок Габсбурзької монархії. У гонитві за цими землями Італія вступила в Першу світову війну і за її підсумками отримала все Австрійське Примор'я, за винятком острова Крк та міста Кастан, які відійшли до Югославії.
У міжвоєнні роки у провінції Венеція-Джулія, основне населення якої складали слов'янські народи, проводилась політика "насильницької італізації". З приходом до влади фашистів були заборонені всі мови, крім італійської, гонінням піддавалася місцева культура. За правління Муссоліні на півострів було перевезено близько 50 000 італійських колоністів. До 100 000 слов'янських жителів провінції емігрували за ці роки до Югославії.
У роки Другої світової війни Венеція-Джулія була окупована силами Югославської народної армії (ЮНА). Зони окупації ЮНА та інших союзників були розмежовані по т. зв. лінії Моргана. З югославського сектору Венеції-Джулії почався масовий відтік італійців. У 1945-54 рр. статус регіону залишався предметом міжнародних консультацій, проте в міжнародних документах його назва відтепер писалася на югославський лад — Юлійська Крайна (Julijska Krajina).
У 1954 році вся Юлійська Крайна офіційно була передана СФРЮ, за винятком вільної території Трієст, статус якої було остаточно визначено лише з домовленостями 1975 р. З довоєнного регіону Венеція-Джулія в складі Італії нині залишаються лише провінції Гориція і Трієст, що утворюють регіон Фріулі-Венеція-Джулія.